# Ruta 802 Transbarca
La Ruta 802 del Sistema de transporte masivo de Barquisimeto Transbarca es una ruta alimentadora que en conjunto con otras 5 rutas abastecen el sistema. Comienza en la estación Variquisimeto al oeste de la ciudad pasando por las avenidas Libertador, Los Leones, Av. Lara, Intercomunal Barquisimeto - Acarigua, La Montañita, Principal de la Piedad y en su retorno por las Avenidas Intercomunal Barquisimeto - Acarigua, Av. Lara, Los Leones, Libertador hasta llegar a la estación de Transferencia Variquisimeto.
En su recorrido tiene un total de 38.9 kilómetros en el recorrido en ciclo ida y vuelta. A lo largo de esta línea se dispone de 50 paradas en rutas compartidas.

## Paradas
Las paradas de la ruta alimentadora 802 no están ubicadas en canales exclusivos, las paradas están simbolizadas por una señal que indica el lugar de la parada. Los buses únicamente se detienen en dichas paradas.
- Datos: Q16626982